# تارداخس
تارداخس (به اسپانیایی: Tardajos) یک شهرستان در اسپانیا است که در کاستیا و لئون واقع شده‌است.

## خصوصیات
تارداخس ۱۲ کیلومترمربع مساحت و ۶۲۲ نفر جمعیت دارد و ۸۲۷ متر بالاتر از سطح دریا واقع شده‌است.